# Патракейка
Патракейка — деревня в Заволжском районе Ивановской области России. Входит в состав Междуреченского сельского поселения.

## География
Деревня расположена на берегу речки Шохма (приток Меры) в 9 км на северо-восток от районного центра Заволжска.

## История
В 0,5 км от деревни находилось село Доронша (погост Ананьин Конец). В XVII веке по административно-территориальному делению село Доронша входило в Костромской уезд. По церковно-административному делению приход относился к Плесской десятине. В 1620 году упоминается церковь «Рожество Пречистыя Богородицы на погосте в Куецкой волости». В 1629 году «Погост в Онаньине конце на речке Шохне, а на погосте церковь Рожество Пречистыя Богородицы древена вверх, да другая церковь с трапезою Илья пророк да Фрола и Лавра древена клетцки, а в церквах образы и свечи и книги и ризы и колокола и всякое церк. строенье мирское приходных людей, да на погосте ж в келье пономарь Савка да 3 кельи нищих — питаются от церкви, да того ж погоста деревня Ворошкина на речке Шохне, а в ней двор попа Михайлы, двор просвирни Марьицы, да крестьянских 6 дворов». В августе 1675 года «подана к подписке погоста Ананьина Конца церкви Рождества Пр. Богородицы грамота попа Семиона Михайлова».
Каменная Богородицкая церковь на погосте Ананьин Конец в Доронше с такой же колокольней построена в 1821 году на средства прихожан. Ограда каменная. Кладбище в церковной ограде. Престолов было два: в честь Рождества Пресвятой Богородицы и в честь святой мученицы Параскевы-Пятницы.
В 1881 году в деревне родился Аристарх Макаров, в будущем — видный советский деятель.
В конце XIX — начале XX века деревня Патракейка с селом Доронша входили в состав Комаровской волости Кинешемского уезда Костромской губернии, с 1918 года — в составе Иваново-Вознесенской губернии.
С 1929 года деревня входила в состав Чегановского сельсовета Кинешемского района Ивановской области, с 1958 года — в составе Заволжского района, с 2009 года — в составе Междуреченского сельского поселения.

## Население
| 1872 | 1897 | 1907 | 2002 | 2010 |
| ---- | ---- | ---- | ---- | ---- |
| 77   | ↗93  | ↗111 | ↘4   | ↗6   |

## Достопримечательности
Близ деревни расположена недействующая Церковь Рождества Пресвятой Богородицы (1821).